# Rodsław
Rodsław, Rocsław, Rocław – staropolskie imię męskie, złożone z członów Rod- (psł. *rodъ oznacza "pokolenie, generację, ród", por. niem. Geschlecht) i -sław ("sława"). Imię to wyraża życzenie sławy w przestrzeni domowej, rodzinnej. Od tego imienia mogła pochodzić też forma skrócona Rosław.
Rodsław imieniny obchodzi 7 października.
Odpowiedniki w innych językach:
- język czeski – Rodoslav
- język ruski – Rodislav, Roslv[1]